# Hospice général de Tourcoing
L'hospice général de Tourcoing, ou hospice d'Havré, est un ancien hospice fondé à Tourcoing en 1260 par Mahaut de Guînes, fille d'Arnould II de Guînes. En activité jusqu'en 1998, l'hospice a été restauré au début des années 2000 pour être transformé en lieu d'animation culturelle.
La chapelle, la façade de l'aile du réfectoire et les galeries du cloître ont été inscrits à l'inventaire des monuments historiques en janvier 1981.

## Histoire
Les origines de l'hospice remontent à 1260, lorsque Mahaut de Guînes, comtesse de Saint-Pol, fait don d’un manoir pour héberger les pauvres de Tourcoing. En 1628, la gestion de l’établissement est confiée aux Sœurs Grises de Comines, communauté franciscaine qui y crée un couvent. Ce sont les bâtiments de ce couvent, construits progressivement entre 1631 et 1747, qui sont parvenus jusqu'à nous. Les sœurs se consacrent essentiellement à l’enseignement des jeunes filles, au détriment de l'activité hospitalière qui est progressivement délaissée. En 1791, les sœurs, qui refusent la Constitution civile du clergé, sont chassées du couvent. Elle y reviennent en 1801 et reprennent leur activité d'enseignement jusqu'en 1850 lorsqu'un conflit avec la ville sur la vocation de l'établissement les amène à le quitter pour créer une nouvelle institution, rue du Sentier. Une autre congrégation, les Sœurs de l'Enfant-Jésus, prend alors le relais pour assurer une fonction d'hospice général dédiée à l'hébergement des orphelins et des personnes âgées, conformément aux vœux de la municipalité. La croissance rapide du nombre de pensionnaires conduit à construire de nouveaux bâtiments jusqu'au début du XXe siècle. L'hospice ferme en 1998 et est racheté par la ville de Tourcoing l'année suivante. En 2001, des travaux de réhabilitation sont entrepris pour transformer l'hospice en maison Folie dans le cadre des manifestations de Lille 2004 (capitale européenne de la culture).

## Description
L’aile construite en 1631 et la chapelle érigée en 1644 présentent un style architectural lillois du XVIIe siècle dit à arcures tandis que les trois autres ailes du cloître, construites entre 1719 et 1747, sont de style classique français.
La chapelle renferme un retable en bois peint du milieu du XVIIe siècle qui s'élève jusqu'au sommet de la voûte. Il comprend deux bustes qui encadrent le tabernacle, l'un de saint Vincent, l'autre de saint Clément, et un tableau central qui représente une Assomption de la Vierge. Il est surmonté d'une statue de la Vierge entourée de six anges ou angelots.
Le site comprend un jardin structuré en une dizaine de carrés de plantes médicinales et tinctoriales.